# Loscouët-sur-Meu
Loscouët-sur-Meu (bretonisch Loskoed-ar-Mozon) ist eine französische Gemeinde mit 644 Einwohnern (Stand 1. Januar 2022) im Département Côtes-d’Armor in der Region Bretagne. Sie gehört zum Arrondissement Saint-Brieuc und zum Kanton Broons. Die Bewohner nennen sich Loscouëtais(es).

## Geografie
Loscouët-sur-Meu liegt etwa 43 Kilometer westnordwestlich von Rennes ganz im Süden des Départements Côtes-d’Armor.

## Bevölkerungsentwicklung
| Jahr                       | 1793 | 1800 | 1806 | 1836 | 1841 | 1856 | 1872 | 1891 | 1911 | 1926 | 1962 | 1968 | 1975 | 1982 | 1990 | 1999 | 2006 | 2012 |
| -------------------------- | ---- | ---- | ---- | ---- | ---- | ---- | ---- | ---- | ---- | ---- | ---- | ---- | ---- | ---- | ---- | ---- | ---- | ---- |
| Einwohner                  | 1024 | 1065 | 959  | 1108 | 1057 | 1175 | 1063 | 1217 | 1200 | 986  | 814  | 700  | 653  | 622  | 631  | 603  | 642  | 643  |
| Quellen: Cassini und INSEE |      |      |      |      |      |      |      |      |      |      |      |      |      |      |      |      |      |      |

Die zunehmende Mechanisierung der Landwirtschaft und die hohe Anzahl Gefallener des Ersten Weltkriegs führten zu einem Absinken der Einwohnerzahlen bis auf die Tiefststände in neuerer Zeit.

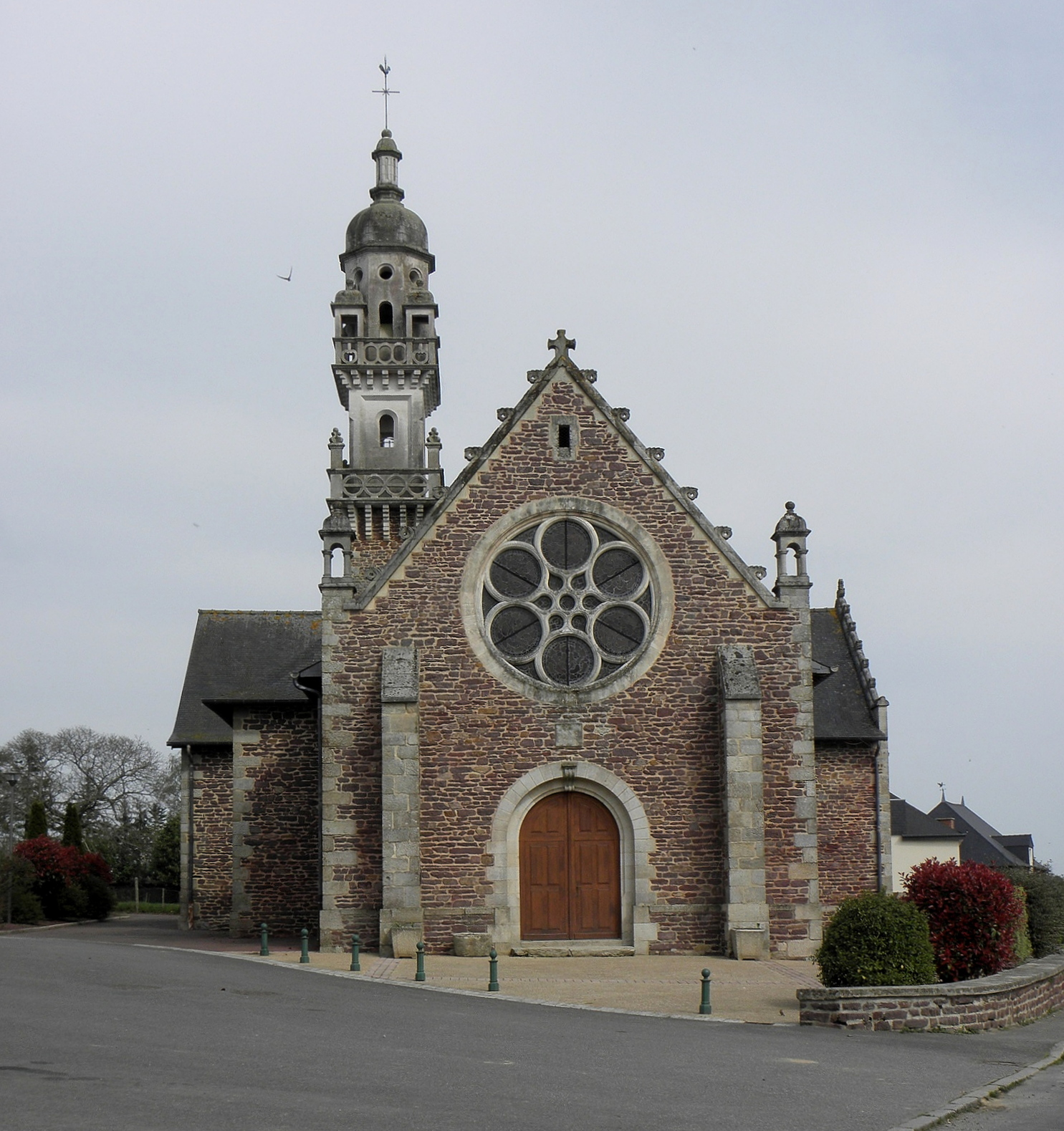
Kirche Saint-Lunaire